# Boston Open 2012
Die Boston Open 2012 im Badminton fanden vom 11. bis zum 13. Mai 2012 im Rockwell Cage des Massachusetts Institute of Technology in Cambridge statt.

## Sieger und Platzierte
| Disziplin    | Gold                                    | Silber                              | Bronze                            |
| ------------ | --------------------------------------- | ----------------------------------- | --------------------------------- |
| Herreneinzel | Ilian Perez                             | Sarun Vivatpatanakul                | Zaw Win                           |
| Herreneinzel | Ilian Perez                             | Sarun Vivatpatanakul                | Pratik Patel                      |
| Dameneinzel  | Zhang Beiwen                            | Bo Rong                             | Kuei Ya Chen                      |
| Dameneinzel  | Zhang Beiwen                            | Bo Rong                             | Nicole Grether                    |
| Herrendoppel | Leonard Holvy de Pauw Nguyễn Quang Minh | Agusriadi Wijaya Amphie Mu He       | Kyle Emerick Sarun Vivatpatanakul |
| Herrendoppel | Leonard Holvy de Pauw Nguyễn Quang Minh | Agusriadi Wijaya Amphie Mu He       | Sameera Gunatileka Vincent Nguy   |
| Damendoppel  | Nicole Grether Charmaine Reid           | Kuei Ya Chen Jamie Subandhi         | Bo Rong Caroline Smith            |
| Damendoppel  | Nicole Grether Charmaine Reid           | Kuei Ya Chen Jamie Subandhi         | Ruth Menchaca Deepti Reddy        |
| Mixed        | Halim Haryanto Bo Rong                  | Sarun Vivatpatanakul Jamie Subandhi | Chandra Kowi Charmaine Reid       |
| Mixed        | Halim Haryanto Bo Rong                  | Sarun Vivatpatanakul Jamie Subandhi | Andy Chong Phyllis Lin            |